# Валтер Андреас Шварц
Валтер Андреас Шварц (2. јун 1913 — 1. април 1992) био је немачки певач, писац, комичар, преводилац за ББЦ и аутор радио драма.
Рођен је 2. јуна 1913. у Ашерслебену. Родни град је напустио након дипломирања 1932. и преселио се у Беч да студира немачку књижевност и музику. Због јеврејског порекла са породицом је одведен у логор 1938. године.
Врхунац каријере му је био 1956. године када је учествовао на Евровизији 1956. песмом „Im Wartesaal zum großen Glück”, у преводу на српски „У чекаоници за велику срећу”, која је више била рецитаторска. Резултат је остао непознат али према књизи Симона Барцлаyа песма је завршила друга. Он је такође први представник Немачке на Евровизији.
Након што је дуго живио у Лондону умро је 1. априла 1992. у Хајделбергу. 1995. објављен је албум са прозним текстовима Ериха Муцхама које је Шварц снимио.